# Academy Ratio

Academy ratio; 1.375:1.

Academy Ratio é um formato de filmagem (en:ratio) (1.37:1 ou 1.33:1 após a inclusão do cinema falado em 1930 ) foi o primeiro modelo de filmagem proposto a maioria dos filmes antes de The Robe, em 1953 (que foi o primeiro filme gravado em widescreen) foram gravados neste formato que se encaixa perfeitamente na televisão. Esse formato é chamado de Academy Ratio pois foi proposto pela Academia de Artes e Ciências Cinematográficas

## Filmes notórios filmados neste formato
- The Wizard of Oz
- Casablanca
- Cidadão Kane
- e todos os filmes antes de 1953